# Vélodrome de Laoshan

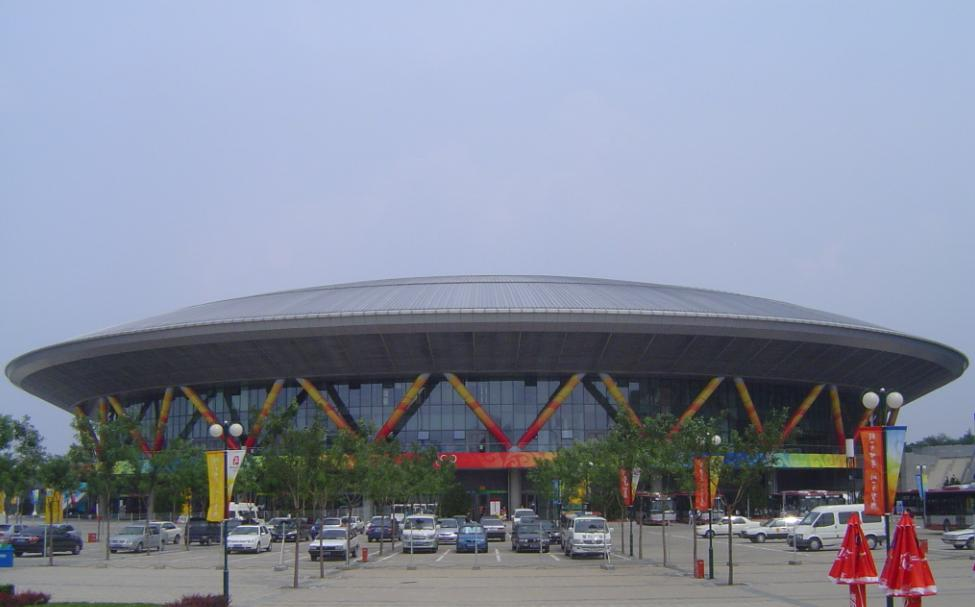
Vélodrôme de Laoshan.

Le vélodrome de Laoshan (en chinois : 老山自行车馆) est situé à Laoshan dans le district de Shijingshan, à Pékin. Il a été construit spécialement pour les Jeux olympiques d'été de 2008, et testé au cours de la Coupe du monde de cyclisme en décembre 2007. Durant les Jeux, il a accueilli toutes les épreuves de cyclisme sur piste. 
D'une superficie de 32 920 mètres carrés, le vélodrome de Laoshan a une capacité de 6 000 spectateurs. Après les jeux, il accueille des compétitions nationales et internationales et sert de centre d'entrainement aux pistards chinois.
Il a été conçu par le cabinet d'architectes Schuermann.